# Synagoga v Babčicích
Synagoga v Babčicích, č. p. 14, je bývalá židovská modlitebna pocházející asi z poloviny 19. století. Nachází se v jihovýchodní části návsi poblíž většího z vesnických rybníků.
Synagoga sloužila k bohoslužebným účelům jen do prvního desetiletí 20. století, poté byla přestavěna zčásti na stodolu a částečně k obytným účelům. Vzhledem k této adaptaci se do určité míry zachoval pouze exteriér, interiér nikoli. Na venkovní straně jsou dosud patrné známky vysokých oken, která byla později zazděna.
V budově se rovněž nacházela židovská obecná škola s právem veřejnosti s německým vyučovacím jazykem.
Stavba synagogy pochází z poloviny 19. století, jedná se o klasickou stavbu tohoto typu v menších obcích. Stavba byla rozdělena: V pravé polovině se nacházel sál pro 70 lidí, sál obvykle zabíral dvě podlaží. V levé části se v přízemí nacházela židovská škola a v patře byt učitele.
Krátce z původní architektoniky:
Obdélná stavba se sedlovou střechou, nad štíty skosenou. Štíty zděné. V pravé části okna s polokruhovým zakončením, v levé části okna obdélníková. Fasády s drobnými pilastry mezi okny, dělené levostranné dvouosé průčelí a pravostranné tříosé průčelí. Římsa oddělující patra budovy. V exteriéru sál zaklenut českou plackou, s linésami po stranách, malované, lehce vzestupující okenní rámy. Přízemí židovské školy plochostropé, vstupní hala/chodba zaklenuta polovalbovou klenbou. Schodiště s kamenným zábradlím s centrálním pilířem s dvojitým soklem. Sklepní s valbovou klenbou. Patro s bytem učitele s prkenným stropem s centrálním nosným sloupem.
Synagoga svému účelu sloužila do konce 20. let 20. století, kdy stavbu koupil sedlák z vedlejší obce a přestavěl ji z části na stodolu a z části na obytné prostory.
Z anotace po roce 1990, exteriéry:
Veškeré ozdobné prvky byly zarovnány spolu s nově tvořenou hladkou fasádou, v pravé části okna přestavěny v hranaté obdélníkové, v levé části zazděny okna v prvním poschodí a jedno okno v přízemí. Pravostranné průčelí zachováno tříosé, levostranné již jen jednoosé.
Ze současných interiérů:
Původní sál, jež byl přebudován v stodolu, přehrazen příčným patrem se vstupem ze dvora. Vnitřní výmalba přetřena bílou barvou. Část býv. Školy a byt učitele přestavěn v jeden byt, zachováno přízemní uspořádání místností, načež vrchní patro s novým uspořádáním, s čímž souvisí stržení dřevěného stropu, nahrazen zděným. Podkrovní prostory téměř po celou existenci stavby bez přestaveb kromě levostranné části s novou betonovou podlahou a bez využití. Sklepní prostory zachovány v původní podobě.
Ke stavbě náležely na pozemku stavby rituální lázně zvané též mikve. Jednalo se o drobnou suterénní stavbu s křížovou klenbou. mikve byly pravděpodobně v polovině 20. století zasypány. Nyní se neví o jejich přesné poloze.